# Onthophagus vinctus
Onthophagus vinctus är en skalbaggsart som beskrevs av Wilhelm Ferdinand Erichson 1843. Onthophagus vinctus ingår i släktet Onthophagus och familjen bladhorningar. Inga underarter finns listade i Catalogue of Life.